# Flétňák stračí
Flétňák stračí (Strepera graculina) je pták z řádu pěvců, který žije na východě Austrálie a na ostrově Lorda Howa. Je blízký příbuzný flétňáka australského. Je podobný vráně a veliký okolo 48 centimetrů. Patří mezi všežravce, živí se bobulemi, semínky, bezobratlými i ptačími vejci.